# Molen van Stene
De Molen van Stene (ook: Plaatsemolen) is een molenrestant in de tot de gemeente Oostende behorende plaats Stene, gelegen aan Stenedorpstraat 4.
Deze ronde stenen molen van het type beltmolen fungeerde als korenmolen en oliemolen.

## Geschiedenis
De molen werd gebouwd in 1852. Tijdens een storm werd in 1927 een wiek afgerukt. De molen werd niet meer hersteld en de molenbelt werd afgegraven. In 1969 werd de molen aangekocht door de toenmalige gemeente Stene en hij kwam aldus in eigendom van de fusiegemeente Oostende. De molenromp werd in bruikleen afgestaan aan de heemkundekring "'t Schorre", die de romp restaureerde en inrichtte als tentoonstellingsruimte. Plannen om de molen weer maalvaardig te maken werden niet uitgevoerd. Wel zijn nog aanwezig de koningsspil, diverse wielen en de aandrijving van de haverpletter.
De molen kenmerkt zich door een vrij lange en smalle romp.
- Inventaris van het Bouwkundig Erfgoed (Vlaanderen): 56669